# Cimetière national de la Stones River
Le cimetière national de la Stones River (en anglais : Stones River National Cemetery) est un cimetière militaire américain situé dans le comté de Rutherford, dans le Tennessee. Il est protégé au sein du champ de bataille national de la Stones River.